# 지쿠고강 전투

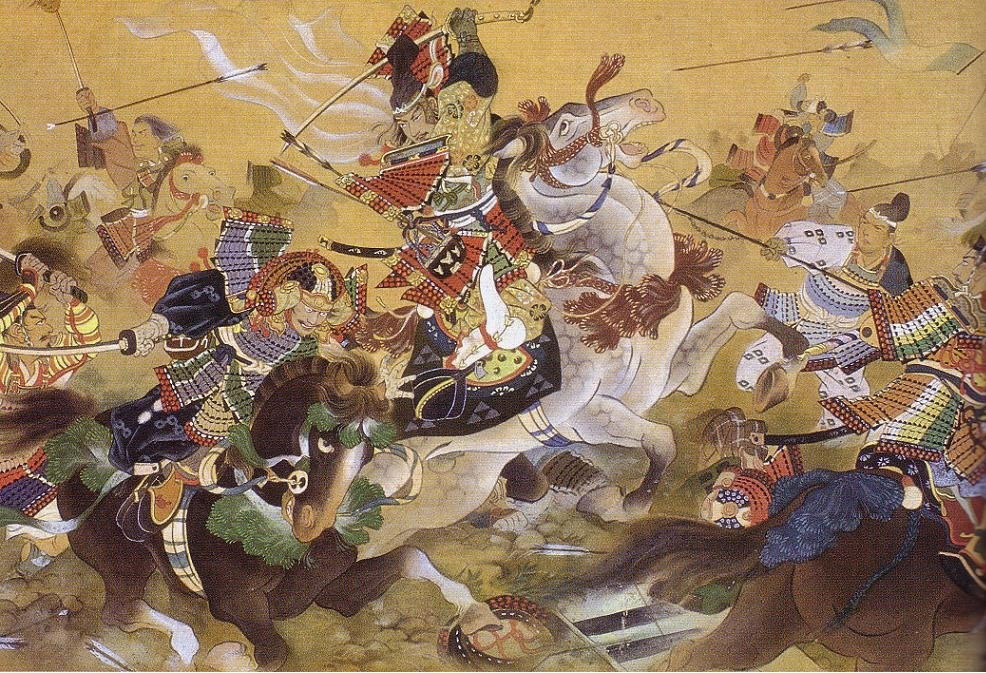
지쿠고강 전투

지쿠고강 전투(일본어: 筑後川の戦い, ちくごがわのたたかい)는 일본 남북조 시대(南北朝時代) 엔분(延文) 4년/쇼헤이(正平) 14년 8월 6일(1359년 8월 29일), 지쿠고강(筑後川)을 끼고 벌어졌던 남북조의 충돌이다. 
전투가 벌어졌던 지쿠고강의 지류 가운데 하나인 다치아라이강(太刀洗川)와 호만가와(寶滿川, 도코가와床河) 일대 유역 평야의 이름을 따서 오호바루 전투(大保原の戦い), 오하라 합전(大原合戦)이라고도 한다.
이 전투는 남북조 내란기 일본 규슈에서 발생한 전투 가운데서 최대 규모였다.

## 개요

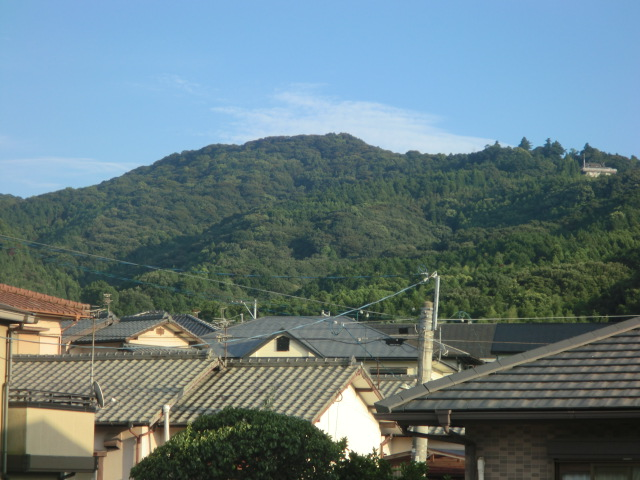
고라산. 주봉인 비샤몬노타케성(毘沙門岳城)에 가네요시 친왕의 지쿠고강 전투 당시의 본진이 위치하였다.

엔겐(延元) 원년(1336년) 고다이고 천황(後醍醐天皇)이 당시 자신의 여덟 살 된 황자 가네요시 친왕(懐良親王)을 정서대장군(征西大将軍)으로 삼아 규슈로 파견하였고, 그를 받드는 기쿠치 다케미쓰(菊池武光)가 고라 산(高良山, 비샤몬노타케毘沙門岳)에 성을 쌓고 정서부(征西府)로 하였다. 당시 북조의 쇼군 아시카가 다카우지(足利尊氏)가 막부 내부의 파벌 싸움이었던 간노의 소란(観応の擾乱)을 수습하고 하치만 전투(八幡の戦い)에서 승리, 쇼헤이 9년/분나(文和) 3년(1354년)에 남조의 지주였던 기타바타케 지카후사(北畠親房)가 사망하면서 남조측에서 북조에 대항할 무력은 규슈로 파견된 가네요시 친왕과 기쿠치 일족 뿐이었다.
앞서 기쿠치 씨는 쇼헤이 8년/분나 2년(1353년) 2월 북조의 규슈 단다이(九州探題) 잇시키 노리우지와 다자이노쇼니 쇼니 요리히사(少弐頼尚)의 충돌에 개입하여 이듬해까지 노리우지를 세 차례에 걸쳐 격파, 최종적으로 쇼헤이 11년/엔분 원년(1356년) 10월에 부젠 국에서 벌어진 전투를 끝으로 노리우지는 규슈 제압을 단념하고 교토로 귀환하였으며, 2년 뒤 1월에 노리우지의 아들로 후임 단다이가 된 다다우지(直氏)마저 물리치고 11월에는 휴가(日向)의 하타케야마 다다아키(畠山直顕)를 격파해 규슈에서 아시카가 세력을 거의 일소시켰다. 그러나 규슈 단다이 등 북조 세력이 무너지자 전통적으로 규슈 지역을 지배하던 쇼니 씨나 앞서 기쿠치 씨에게 굴복했던 오토모 씨 등은 다시금 남조와 적대하게 되었다.
엔분 4년/쇼헤이 14년 7월, 가네요시 친왕과 기쿠치 다케미쓰, 아카보시 다케쓰라(赤星武貫), 우쓰노미야 사다히사(宇都宮貞久), 구사노 나가유키(草野永幸), 오노 미쓰타카(大野光隆), 니시모다 사누키노카미(西牟田讃岐守) 등 남조 세력 약 4만 정도가 지쿠고강의 북안에 진을 치고, 다자이후(大宰府)를 본거지로 하고 북조 아시카가 쇼군을 지지하던 쇼니 요리히사 · 다다스케(直資) 부자와 오토모 우지토키(大友氏時), 기이 후유쓰나(城井冬綱) 등 6만 병력과 대치하였다.
7월 19일 기쿠치 군세가 지쿠고강을 건너 쇼니측으로 진격했고, 이에 쇼니 군세가 오호바라로 물러나서 일진일퇴의 공방이 이어졌고, 드디어 8월 6일과 7일 이틀에 걸쳐 양군의 주력이 격돌한다. 무로마치 시대의 군담소설 《태평기》(太平記)는 이 전투에서 정서부 병력 4만 가운데 사상자는 3천 정도였고, 쇼니측의 6만 기(騎) 가운데 2만 1천 명의 사상자가 나왔다고 기록하고 있다. 격렬한 전투 와중에 쇼니 요리히사의 아들 다다히사도 이 싸움에서 전사하고, 가네요시 친왕도 세 곳에 중상을 입었으며 기쿠치 다케미쓰도 부상을 입었다. 패배한 북조군은 다자이후로 퇴각하였는데 승리한 남조측도 기쿠치 다케미쓰의 조카 다케아키(武明)나 일족 사람인 아카보시 다케쓰라 등이 전사하고 많은 사상자가 나왔기 때문에 이들을 추격할 여력이 없었다.
2년 뒤인 1361년 8월 가네요시 친왕 - 기쿠치 다케미쓰의 남조 정서부는 다자이후를 장악하는데 성공하였다. 요리히사는 다자이후의 아리토모 산성(有智山城)으로 쫓겨났고 교토에서 은거하였다. 이후 1372년 8월에 북조의 규슈 단다이(九州探題)로 부임해 온 이마가와 사다요(今川貞世)에 의해 다자이후가 다시 북조의 수중에 넘어갈 때까지 규슈에서 정서부는 세력을 떨쳤다.

## 전투의 흔적
전투가 벌어졌던 지쿠고강 인근에는 대장총(大將塚), 천인총(千人塚), 오만기총(五萬騎塚) 등 당시 전사자들을 묻은 곳으로 알려진 무덤들이 남아 있으며, 지쿠고강의 지류 가운데 하나인 후쿠오카현(福岡県) 미이군(三井郡) 다치아라이가와(太刀洗川, 칼 씻은 강)의 이름은 기쿠치 다케미쓰가 피 묻은 자신의 칼을 이곳에서 씻었다고 하는 전승에서 유래하였다고 한다.
또한 정서대장군(정서장군궁) 가네요시 친왕이 진을 쳤다는 곳은 현대 일본 후쿠오카현 구루메시(久留米市) 미야노진(宮ノ陣)으로 알려져 있으며, 이곳에는 미야노진 신사가 소재하고 있다. 경내에는 친왕이 아미타불상 한 그루와 함께 땅에 심었다는 수령 6백 년의 매화나무도 남아 있으며, 쇼군 매화라 불리는 이 매화는 2월 하순에 만개하는 다른 매화들과는 달리 3월 초순부터 만개한다. 구루메 시와 인접한 오고리시(小郡市) 소재 오나카토미 신사(大中臣神社) 경내에는 전투에서 부상을 입은 가네요시 친왕이 치료를 받았다는 전승이 있는 쇼군 등나무(将軍藤)라는 이름의 등나무도 남아 전하고 있으며 오호(大保)、마부시(前伏)、다카미시타(高見下) 등 이 때의 전투와 관련된 것으로 추정되는 지명들이 사적으로 지정되어 있다.
에도 시대의 라이 산요(頼山陽)는 당시 격렬했던 전투의 모습을 소재로 시를 지었다.